# Chiesa greco-ortodossa

Bandiera della chiesa greco-ortodossa

Il termine chiesa greco-ortodossa può riferirsi a una delle molte comunità cristiane all'interno del gruppo delle chiese ortodosse. Qualsiasi chiesa ortodossa che sia di espressione greca o utilizzi una liturgia greca può essere considerata "greco-ortodossa".

## Descrizione
Tra queste ci sono:
- Chiesa ortodossa di Costantinopoli, guidata dal patriarca di Costantinopoli, ecumenico dal 587, che è anche il "primo tra eguali" (primus inter pares) della Comunità ortodossa. Dal 1453 (anno della conquista turca) tutti i patriarchi di Costantinopoli sono di origine greca, ma con cittadinanza turca.
- Chiesa ortodossa di Alessandria
- Chiesa ortodossa di Antiochia
- Chiesa ortodossa di Gerusalemme
- Chiesa ortodossa di Grecia
- Chiesa ortodossa di Cipro

Anche le chiese greco-ortodosse nelle Americhe e in Australia sono soggette alla gerarchia costantinopolitana, ma non vanno confuse con la chiesa ortodossa americana di rito slavo, che è una delle 15 chiese ortodosse orientali autocefale, status ottenuto dal patriarca di Mosca nel 1970. Tale condizione non è però riconosciuta dal patriarca ecumenico e neppure da alcune delle altre chiese autocefale.